# Nemecskay Tivadar
Nemecskay Tivadar Béla (Szeged, 1904. április 5. – Budapest, 1986. március 21.) szülész-nőgyógyász, egyetemi magántanár.

## Élete
Nemecskay Árpád (1878–1954) államvasúti hivatalnok és Ocskai Irén Jozefa (1876–?) fiaként született. A Szegedi Magyar Királyi Állami Főgimnáziumban végezte középiskolai tanulmányait. 1922-ben felvételt nyert a szegedi Ferenc József Tudományegyetem Orvostudományi Karára. 1928-ban avatták orvosdoktorrá. 1928 és 1945 között a szegedi egyetem Női Klinikájának tanársegédje, majd adjunktusa volt. 1937-ben jogosulttá vált a szülészet és nőgyógyászat szakorvosa cím használatára. 1943-ban a szegedi Horthy Miklós Tudományegyetemen szülészeti műtéttan című tárgykörből magántanárrá habilitálták. 1941-ben Németországban volt tanulmányúton. 1944 szeptemberében bevonult katonai szolgálatra. 1945. április 21-én angol fogságba esett, ahonnan 1946. október 13-én szabadult. Távollétében B-listára helyezték. 1952-ig magángyakorlatot folytatott. 1952 és 1963 között a Borsod megyei Semmelweis Kórház, 1963 és 1971 között a Miskolci Szentpéteri-kapui Kórház Szülészeti-Nőgyógyászati Osztályának főorvosa volt. 1971. március 30-án vonult nyugalomba.
1952-től a MOTESZ Északmagyarországi Nőgyógyász Szakcsoport elnöke, 1953-tól a Borsod megyei TIT Egészségügyi Szakosztály elnöke, 1957-től a Borsodi Orvosi Szemle főszerkesztője, 1960-tól a Borsodi Szemle szerkesztőbizottsági tagja volt.
Kutatási területébe tartozott a medencevégű fekvéses szülés, a koraszülés, a perinatalis magzati halálozás, a tartós és járulékos méhvérzések, illetve a szülészeti-nőgyógyászati megelőzés.
A budapesti Farkasréti temetőben nyugszik. (60/8-1-68)

### Magánélete
1937. december 24-én Szegeden nőül vette Paupert Gabriellát (1911–?), okleveles középiskolai tanárnőt, Paupert József főgimnáziumi tanár és Bienen Gabriella lányát.
1923-tól a Szegedi Csónakázó Egyesület versenyevezőse volt. Több országos és vidéki bajnokságban indult, kétszer nemzetközi versenyen szerepelt.

## Művei
- A klinikai terhesellenőrzés az eklampsia megelőzésében. (Budapesti Orvosi Újság, 1932, 35–36.)
- Az újszülött testsúlya. (Budapesti Orvosi Újság, 1933, 13.)
- Vérzések az átmeneti korban. (Jó Egészség, 1933, 15–16.)
- Véralvadás a terhességben. Krompaszky Saroltával. (Magyar Orvosi Archívum, 1934)
- Egypetéjű, monoaminalis ikerterhességesete. (Orvosi Hetilap, 1936, 19.)
- A magas egyenes állásról. (Orvosi Hetilap, 1938, 8.)
- Milyen sportot űzzön a nő? (Jó Egészség, 1938, 11–12.)
- A magzatok méhen belüli elhalásáról. (Magyar Nőorvosok Lapja, 1939, 7.)
- A vetélés kérdése tekintettel a fenyegető vetélésekre. (Orvosi Hetilap, 1940, 25.)
- A tartós és járulékos méhvérzések. (Magyar Nőorvosok Lapja, 1941, 12; 1942, 4.)
- Retinavérzés terhességben. (Magyar Nőorvosok Lapja, 1942, 10.)
- A medencevégű fekvéses szülés helyes vezetése. (Orvosképzés, 1943, 4.)
- A nők statikai panaszainak gyógykezelése és megelőzése. (Magyar Nőorvosok Lapja, 1943, 5.)
- Petefészekterhesség. (Magyar Nőorvosok Lapja, 1944, 12.)
- Az interstitialis terhesség. (Orvosi Hetilap, 1944, 35.)
- Elsődleges Bartholin-mirigy gümőkór. (Magyar Nőorvosok Lapja, 1950, 5.)
- Oestrogen-kenőcs huzamos használata után fellépő méhtestrák. (Magyar Nőorvosok Lapja, 1952, 5.)
- Terhes vizeletből néhány perc alatt kimutatható terhességi reakció. Székely Imrével. (Magyar Nőorvosok Lapja, 1954, 3.)
- Szerencsés kimenetelű nyársalás. Alacs Zoltánnal. (Orvosi Hetilap, 1954, 9.)
- Amputatio praecaesareas eseteink. Székely Imrével. (Orvosi Hetilap, 1956, 15.)
- Nőgyógyászati megbetegedésekkel kapcsolatos ileus eseteink. Argai Istvánnal. (Orvosi Hetilap, 1958, 33.)
- A szokványos vetélések kezelésében elért eredményeink. Argay Istvánnal. (Orvosi Hetilap, 1959, 32.)
- Az újszülöttek orthopaediai vizsgálata. Csató Péterrel. (Magyar Nőorvosok Lapja, 1960, 1.)
- Hétéves császármetszéses eredményeink a „kórház-területi egység” tükrében. Argay Istvánnal. (Magyar Nőorvosok Lapja, 1960, 6.)
- 1019 hüvelyi méhkiirtással kapcsolatos megfigyeléseink és eredményeink. Argay Istvánnal. (Magyar Nőorvosok Lapja, 1962, 6.)
- A Borsod megyei kórház anya- és terhesvédelmi területi feladatainak megvalósítására irányuló törekvéseink. Argay Istvánnal. (Népegészségügy, 1963, 3.)
- Tetanus szülészeti-nőgyógyászati betegeinken. Argay Istvánnal. (Orvosi Hetilap, 1963, 15.)
- A születésszabályozásról 10 éves vetélés anyagunk alapján. Argay Istvánnal. (Orvosi Hetilap, 1964, 44.)
- 82 szüléssel kapcsolatos méheltávolítás. Argay Istvánnal. (Magyar Nőorvosok Lapja, 1965, 5.)
- A szülészeti eredmények további javulását akadályozó tényezők. Argay Istvánnal. (Népegészségügy, 1966, 5.)
- A koraszülések 12 éves borsodi tapasztalatai. Argay Istvánnal. (Népegészségügy, 1966, 6.)
- A nőgyógyászatban előforduló ritka kórképek és határesetek. (Orvosi Hetilap, 1966, 20.)
- A Borsod megyei terhesgondozás eredményei 14 éves területi munkánk alapján. Szombathy Zsigmonddal. (Magyar Nőorvosok Lapja, 1967, 2.)
- Miskolc város és Borsod megye szülészeti osztályainak higiénés helyzete. Szombathy Zsigmonddal, Biró Zsigmonddal és Szabó Istvánnal. (Magyar Nőorvosok Lapja, 1969, 2.)
- A korszerű praenatalis gondozásról és dokumentációról. Szombathy Zsigmonddal. (Magyar Nőorvosok Lapja, 1969, 5.)
- Az újszülöttek staphylococcosisának összefüggése szülészeti intézetek hygiénés helyzetével. Többekkel. (Gyermekgyógyászat, 1970, 1.)
- Borsod megye 1964. évi össz-koraszülésének elemzése, majd 4 év múlva a koraszülöttek után vizsgálata. Argay Istvánnal, Szombathy Zsigmonddal. (Magyar Nőorvosok Lapja, 1970, 2.)
- Cigánykérdés és anyavédelem Borsod megyében. Szombati Zsigmonddal. (Borsodi Szemle, 1972, 4.)

## Díjai, elismerései
- Kiváló Orvos (1953)
- Vöröskereszt Kiváló Dolgozója (1956)
- Szocialista Munkáért Érdemérem (1960)
- Egészségügy Kiváló Dolgozója (1967)
- Munka Érdemrend arany fokozata (1970)